# Kristina Larsen
Kristina Larsen (Sídney, 17 de marzo de 1978) es una deportista australiana que compitió en remo.
Ganó tres medallas en el Campeonato Mundial de Remo, en los años 2001 y 2002. Participó en los Juegos Olímpicos de Sídney 2000, ocupando el quinto lugar en la prueba de ocho con timonel.

## Palmarés internacional
| Campeonato Mundial | Campeonato Mundial | Campeonato Mundial | Campeonato Mundial |
| Año                | Lugar              | Medalla            | Prueba             |
| ------------------ | ------------------ | ------------------ | ------------------ |
| 2001               | Lucerna (Suiza)    | Medalla de oro     | Ocho con timonel   |
| 2002               | Sevilla (España)   | Medalla de oro     | Cuatro sin timonel |
| 2002               | Sevilla (España)   | Medalla de plata   | Ocho con timonel   |